# Norsalsolinol
A norsalsolinol a szervezetben a dopamin anyagcseréje során természetes úton is keletkező vegyület. Kimutatták, hogy dopaminerg  idegméreg. Feltételezések szerint bizonyos idegkárosodások kiváltó oka lehet, mint pl. a Parkinson-kór vagy az alkohol okozta agykárosodás, azonban egyértelmű bizonyíték még nincs. 

## Fordítás
Ez a szócikk részben vagy egészben  a   Norsalsolinol című angol Wikipédia-szócikk fordításán alapul.  Az eredeti cikk szerkesztőit annak laptörténete sorolja fel. Ez a jelzés csupán a megfogalmazás eredetét és a szerzői jogokat jelzi, nem szolgál a cikkben szereplő információk forrásmegjelöléseként.